# Cro (Rapper)

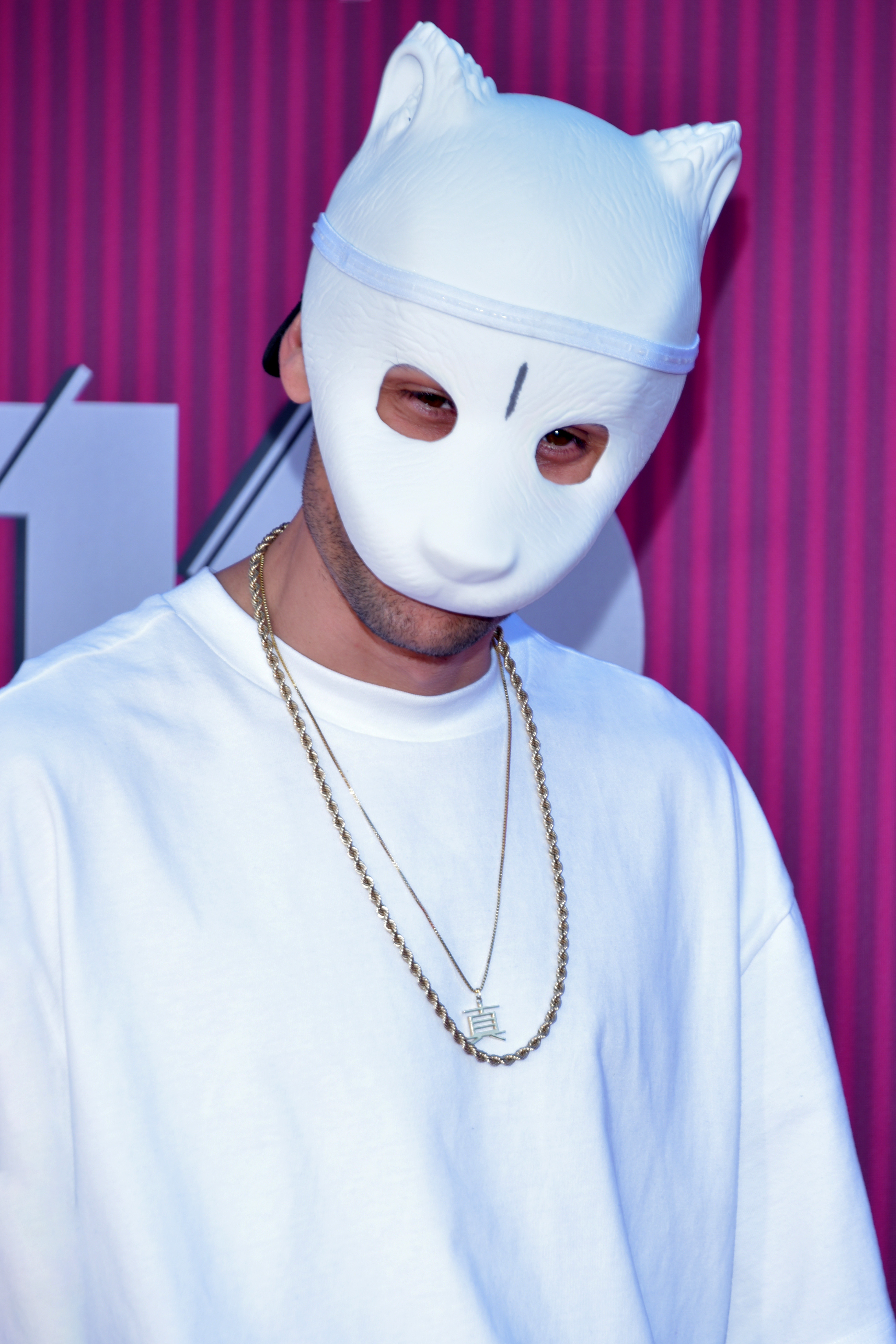
Cro (2019)

Cro (* 31. Januar 1990 als Carlo Waibel in Mutlangen) ist ein deutscher Rapper und Sänger. Sein Pseudonym geht aus der Verkürzung seines Vornamens hervor. Er bezeichnet seine Musik als eine Mischung aus Rap- und Popmusik, was er mit dem Begriff „Raop“ abkürzt. Sein Markenzeichen ist eine Pandamaske, hinter der er sein Gesicht verbirgt.

## Leben und Karriere

### Frühes Leben
Carlo Waibel wurde 1990 in Mutlangen geboren  und wuchs in Böbingen an der Rems auf. Er hat zwei Schwestern und einen Bruder und besuchte die Realschule auf dem Galgenberg in Aalen sowie die Stuttgarter Johannes-Gutenberg-Schule. Er hatte bereits im Alter von etwa zehn Jahren damit begonnen, Musik aufzunehmen und lernte dann Klavier und Gitarre zu spielen. Nach Abschluss der Mittleren Reife absolvierte er eine Ausbildung zum Mediengestalter und arbeitete für einige Zeit bei einer Zeitung als Cartoonzeichner.

### Karrierebeginn als Musiker
Zwischen 2006 und 2008 war Waibel unter dem Pseudonym Lyr1c auf der Internetplattform Reimliga Battle Arena aktiv. 2009 erschien mit dem Mixtape Trash seine erste Veröffentlichung, ebenfalls als Lyr1c. 2011 wurde das Mixtape Meine Musik veröffentlicht. Meine Musik wurde zum kostenlosen Herunterladen angeboten. Neben den gerappten Strophen und den gesungenen Refrains war Carlo „Cro“ Waibel auch für die Produktion des Mixtapes verantwortlich. Durch das Mixtape wurde der Reutlinger Hip-Hop-Musiker Kaas auf ihn aufmerksam. Im April 2011 erschien das erste Video des Rappers zu dem Song Dreh Auf. Dieses als Zeichentrickfilm gestaltete Video war von Cro selber erstellt worden.

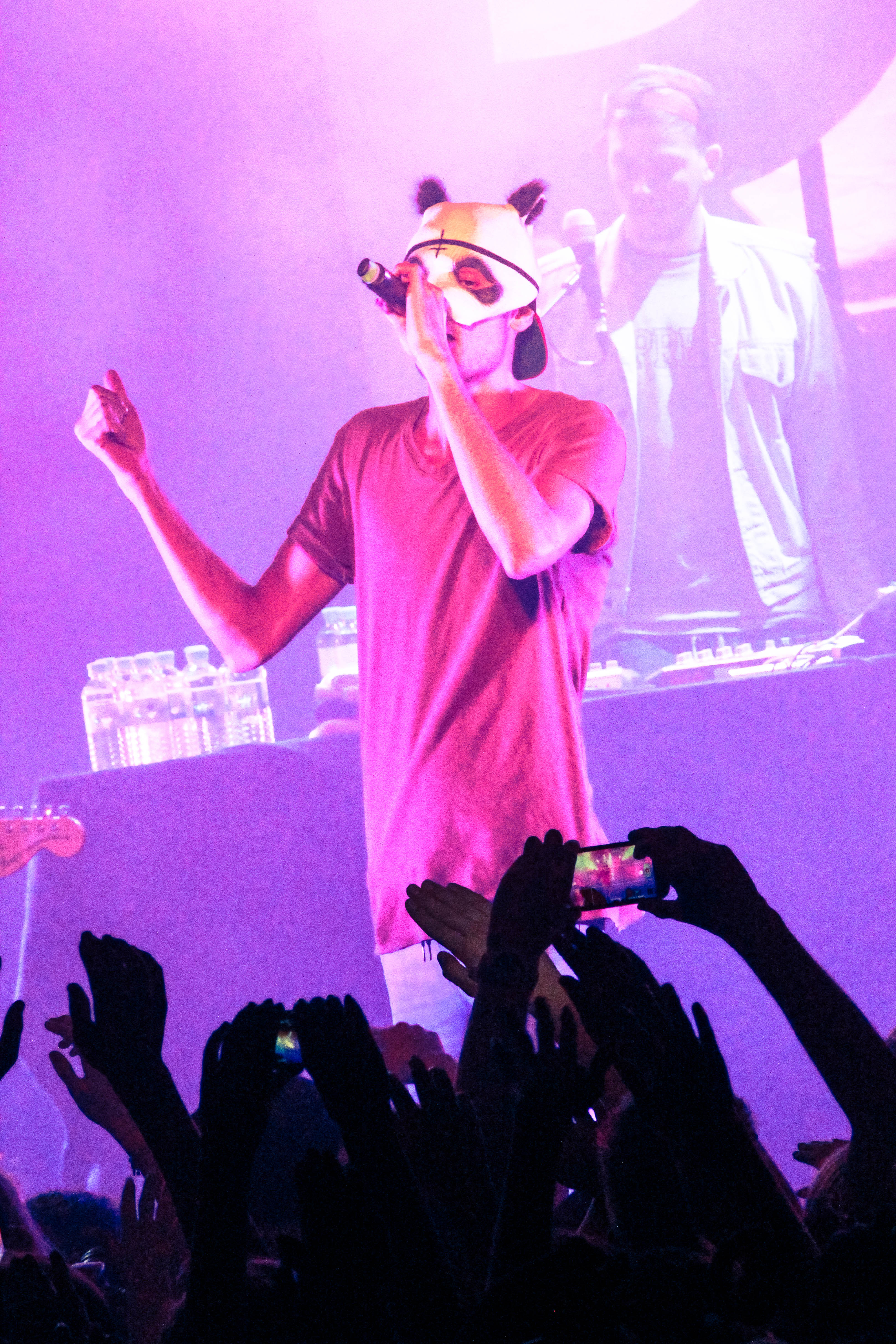
Cro (2012)

Durch den Kontakt zu Kaas lernte Cro Sebastian Andrej Schweizer, Gründer des Independent-Labels Chimperator Productions, und Kodimey Awokou kennen. Im Oktober 2011 wurde Cro bei Chimperator unter Vertrag genommen. Im Oktober und November 2011 trat er im Vorprogramm der norwegischen Band Madcon auf der Glow Tour 2011 auf. Sowohl im Rahmen der Konzerte als auch auf Fotos und in einem Tournee-Blog präsentierte sich Cro mit einer Pandamaske. Psaiko.Dino, Produzent von Chimperator Productions übernahm vor allem in den Video-Blogs die Rolle des Sprechers für Cro. Auf ein großes Interesse stieß das Interviewbuch KerleKulte, das im Februar 2012 bei Archiv der Jugendkulturen erschien und für das Cro einigen Studenten der Hochschule Esslingen ein Interview gab, das mit einem unmaskierten Foto von ihm bebildert worden war.

### Durchbruch
Im November 2011 feierte Cros Video zu seinem Song Easy, das unter der Regie von Harris Hodovic entstanden war, als Vorbote zu seinem gleichnamigen Mixtape auf tape.tv Premiere. Der Musiker Jan Delay verlinkte das Video auf seiner Facebook-Seite und sagte, dass Cro „die Zukunft von Deutschrap“ sei. Neben seinem Video erschienen mit Hi Kids und Kein Benz auch zwei Lieder seines Mixtapes im Voraus. Im Dezember 2011 war Cro in der Sendung NeoParadise des Senders ZDFneo zu Gast, wo er Ausschnitte aus seinen Mixtapes präsentierte. Einen Tag später erschien das Mixtape Easy, das kostenlos auf der Website seines Labels angeboten wird.
Anfang 2012 machten ihm mehrere Major-Labels Angebote, die er ablehnte. Später unterschrieb Cro einen Autorenvertrag beim Musikverlag Universal Music Publishing. Im Januar startete er unter dem Titel Pandas gone wild! eine Konzert-Tournee, bei der er von Psaiko.Dino begleitet wurde. Das Lied Hi Kids erreichte Mitte Februar 2012 auf YouTube eine Million Aufrufe. Bis Mitte April stieg die Anzahl auf drei Millionen. Im April und Mai 2012 absolvierte Cro unter dem Titel Hip Teens Wear Tight Jeans 2012 gemeinsam mit den Rappern Ahzumjot und Rockstah eine weitere Tournee. Zudem war Cro seit Mai auf Road to Raop Festival Tour, in deren Zuge er auf verschiedenen Festivals auftrat.

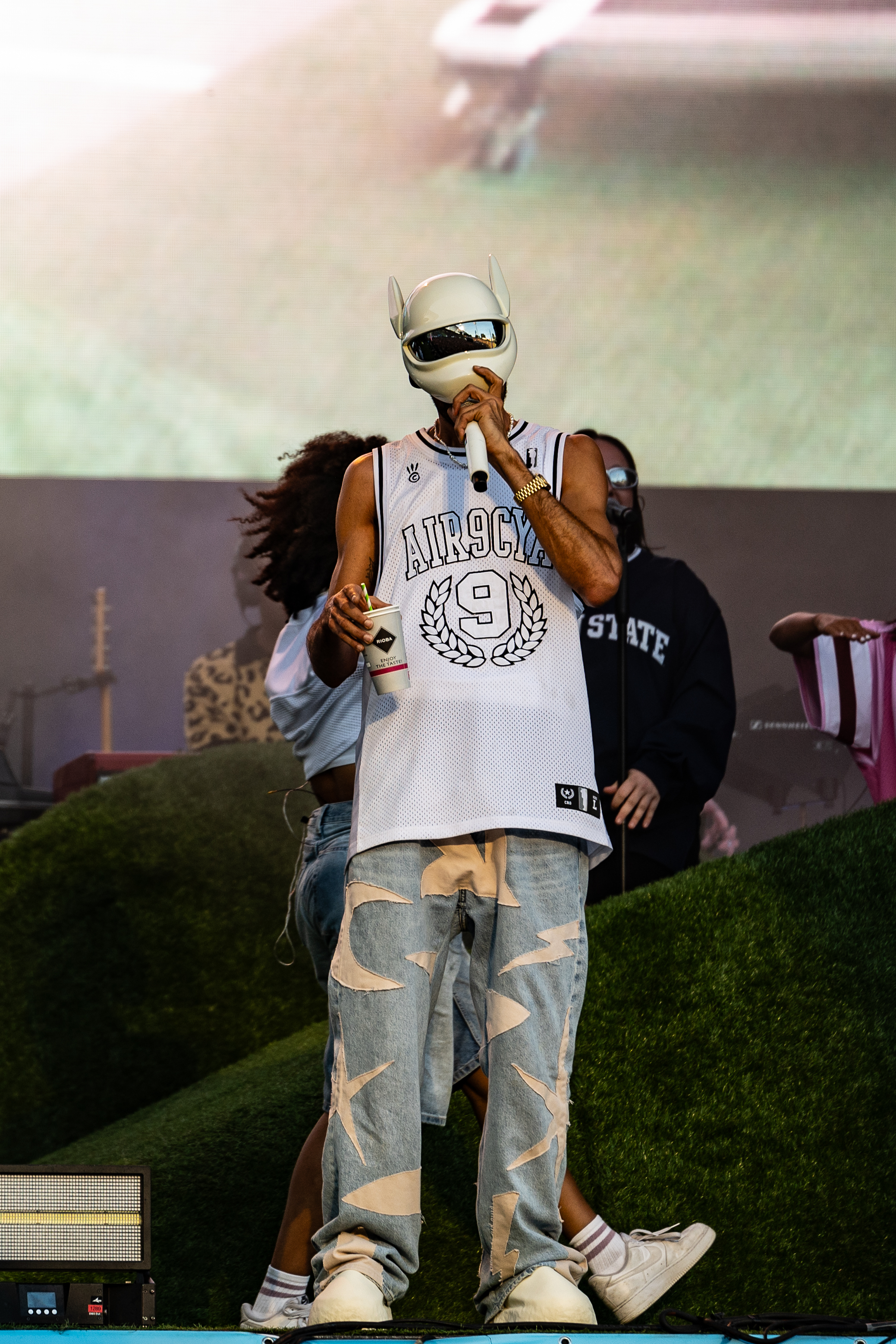
Cro auf dem Superbloom-Festival 2024

Im Juni und Juli erschienen Du, King of Raop und Meine Zeit als Singles. Zu allen Stücken wurden auch Videos gedreht. Im Juli 2012 wurde mit Raop Cros Debütalbum veröffentlicht. Mitte des Monats befanden sich alle fünf seiner bis dahin veröffentlichten Singles in den Top 100 der deutschen Singlecharts. Ab Oktober war Cro mit Raop 2012 auf Tour durch Deutschland, Österreich und die Schweiz. Ebenfalls im Oktober trat er bei Wetten, dass..? auf. 2012 nahm er außerdem zusammen mit Die Orsons am Bundesvision Song Contest teil. Im November wurde der Albumtrack Einmal um die Welt als CD-Single veröffentlicht. Für den Song diente Fight the Start der Kilians aus dem Jahr 2007 als Samplegrundlage. Der Titel erreichte in Österreich Platz 1 der Charts. Im November erhielt er den Bambi in der Kategorie Pop National. Im Dezember 2012 wurde er mit der 1 Live Krone in der Kategorie Beste Single für Easy ausgezeichnet.
Im Juli 2013 veröffentlichte Cro den Longplayer Raop noch einmal mit fünf zusätzlichen Songs unter dem Namen Raop +5. Darauf enthalten ist auch die kurz zuvor veröffentlichte Single Whatever, die als erstes Cro-Stück Platz 1 der deutschen Charts erreichte. Anfang 2014 nahm Cro zusammen mit dem deutschen Rapper Haftbefehl das Lied 8km/h, für das Album #Hangster seines DJs Psaiko.Dino auf. Im April 2014 wurde Cro beim Echo 2014 in den Kategorien Hip Hop/Urban National, Musikvideo und Radioecho nominiert, konnte aber keinen der Preise gewinnen. Im Mai 2014 wurde die Single Traum als erste Single-Auskopplung des Albums Melodie veröffentlicht. Die Download-Single erzielte den besten Download-Start seit drei Jahren und stieg auf Platz 1 der Media-Control-Singlecharts ein.
2015 kehrte er für ein Duell kurzzeitig zur Reimliga Battle Arena zurück. Im Mai gab Cro im Ludwigsburger Scala-Kino ein MTV-Unplugged-Konzert vor 300 Zuschauern. Gäste waren Die Prinzen, Max Herre, Teesy, Haftbefehl, Danju und Die Orsons. Die erste Single aus dem Album, Bye Bye, wurde im Juni 2015 veröffentlicht und erreichte auf Anhieb Platz 1 der deutschen Singlecharts. Auch das zugehörige Album MTV Unplugged: Cro belegte die Spitzenposition in den Charts. Cro war mit 25 Jahren der bis dahin jüngste Künstler, der ein MTV-Unplugged-Album aufgenommen hat. Die zweite Single erschien im Oktober 2015 und trägt den Titel Melodie. 2016 wurde Cro beim „GQ-Männer-des-Jahres-Award“ in der Kategorie „Musik National“ ausgezeichnet.
Anfang Juni 2017 erschienen mit den Songs Baum und Unendlichkeit die ersten Singleauskopplungen aus seinem dritten Studioalbum tru., das im September veröffentlicht wurde. Auf dem Album wendet sich Cro von dem poppigen Rapsound seiner ersten beiden Alben ab und zeigt sich experimentierfreudiger. Mit über 200.000 verkauften Einheiten erreicht die Single Unendlichkeit 2018 Platinstatus. Von Februar bis März 2018 ging Cro auf Clubtour und in Deutschland, Österreich und der Schweiz. Im Juli 2018 wurde die Trennung zwischen Cro und dem Label Chimperator Productions bekanntgegeben. Von November bis Dezember 2018 folgte eine Hallentournee.
Am 30. April 2021 veröffentlichte Waibel sein viertes Studioalbum Trip.
Am 29. Oktober 2021 erschien die Single Dein Song. Einen Monat später feierte Easy 10-jähriges Jubiläum. Aus diesem Anlass veröffentlichte Cro Ende November beziehungsweise Anfang Dezember diverse Neuauflagen des Liedes unter dem Titel Easy X, darunter ein Remix des deutschen DJs Felix Jaehn, der sich auf Rang 88 der deutschen Singlecharts platzieren konnte. Am 3. Dezember 2021 erschienen alle Neuauflagen gebündelt auf einer EP.
Am 11. August 2022 veröffentlichte er sein fünftes Album unter dem Titel 11:11.
Cro wurde für die Pre-Game Show des ersten NFL-Spiels in Deutschland engagiert. So trat er am 13. November 2022 in der Allianz Arena auf und bot ein Medley seiner besten Songs dar. Er lebt auf der indonesischen Insel Bali.
Am 4. Juli 2025 veröffentlichte er eine neue Single mit dem Titel Bad Boi.

## Maske
Cro zeigt sein Gesicht nicht in der Öffentlichkeit. Zum Schutz trägt er bei sämtlichen musikalischen und medialen Auftritten eine Maske. Ein Beweggrund für die Maske ist der Wunsch, die Aufmerksamkeit auf die Kunst statt auf die Person zu lenken. Zunächst trug er eine Pandamaske. Auf die Frage, warum er ausgerechnet die Maske eines Pandas trage, antwortete er: „Das war einfach die coolste Maske, die es auf dieser Internetseite gab.“ Seit 2014 nutzt er alternativ zur Kunststoffmaske bei einzelnen Auftritten auch ein gestricktes Modell. Mit Ankündigung des dritten Studioalbums tru. präsentierte Cro 2017 die eigens entworfene Weiterentwicklung der Maske. Die neue Maske ist komplett weiß und weniger verspielt.

## Weitere Tätigkeiten

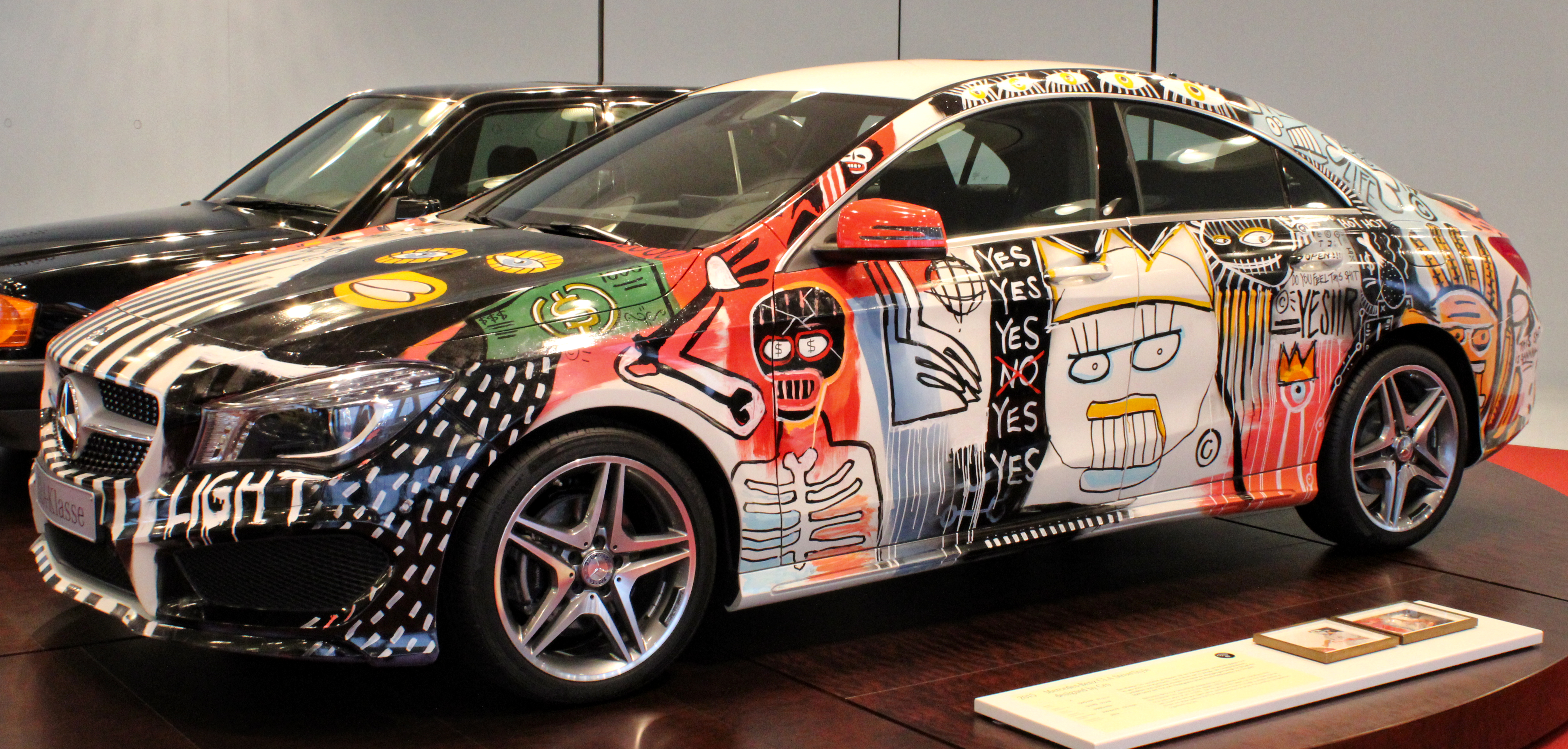
Mercedes-Benz CLA StreetStyle designed by Cro

Cro entwirft seit 2010 unter seinem Kleidungslabel VioVio T-Shirts, die anfangs nur über Blogspot vertrieben wurden, mittlerweile aber auch auf einer eigenen Website erhältlich sind. Seit 2016 bietet diese keine neuen Kollektionenm mehr an. 2015 gestaltete er mit Lacksprühdosen, Lackstiften und Lackfarbe das Außendesign eines Mercedes-Benz CLA. Seit April 2017 ist das Fahrzeug im Mercedes-Benz Museum in Stuttgart ausgestellt.
Mit Veröffentlichung seines Studioalbums tru. verfolgte Cro den Anspruch, nicht mehr nur als Musiker bzw. Rapper wahrgenommen zu werden, sondern auch als Gesamtkünstler. So ermöglichte er Freunden und einigen Fans zum Erscheinen des neuen Albums in der Circle Culture Gallery in Berlin erstmals einen tieferen Blick in seine Kunst. Dort waren neben den von ihm gemalten Bildern auch Masken und ein eigens für das Album angefertigtes Hochglanzmagazin zu sehen.
Mit Unsere Zeit ist jetzt erschien 2016 ein von Martin Schreier, der von Cros Leben handelt. In dem Film mit dem Titel übernahm dieser selbst eine der Hauptrollen und war auch zusammen mit Martin Todsharow und Lillo Scrimali für die musikalische Untermalung zuständig.

## Diskografie
Studioalben

| Jahr | Titel Musiklabel                     | Höchstplatzierung, Gesamtwochen, AuszeichnungChartplatzierungen (Jahr, Titel, Musiklabel, Platzierungen, Wochen, Auszeichnungen, Anmerkungen) | Höchstplatzierung, Gesamtwochen, AuszeichnungChartplatzierungen (Jahr, Titel, Musiklabel, Platzierungen, Wochen, Auszeichnungen, Anmerkungen) | Höchstplatzierung, Gesamtwochen, AuszeichnungChartplatzierungen (Jahr, Titel, Musiklabel, Platzierungen, Wochen, Auszeichnungen, Anmerkungen) | Anmerkungen                                                 |
| Jahr | Titel Musiklabel                     | DE | AT | CH | Anmerkungen                                                 |
| ---- | ------------------------------------ | --- | --- | --- | ----------------------------------------------------------- |
| 2012 | Raop Chimperator Productions (GA)    | DE1 ×7Siebenfachgold · (… Wo.)DE | AT1 Platin · (177 Wo.)AT | CH7 Gold · (104 Wo.)CH | Erstveröffentlichung: 6. Juli 2012 Verkäufe: + 735.000      |
| 2014 | Melodie Chimperator Productions (GA) | DE1 ×3Dreifachgold · (… Wo.)DE | AT1 Platin · (43 Wo.)AT | CH1 Gold · (33 Wo.)CH | Erstveröffentlichung: 6. Juni 2014 Verkäufe: + 325.000      |
| 2017 | tru. Chimperator Productions (GA)    | DE1 Gold · (21 Wo.)DE | AT1 (11 Wo.)AT | CH2 (6 Wo.)CH | Erstveröffentlichung: 8. September 2017 Verkäufe: + 100.000 |
| 2021 | Trip Urban Records (UMG)             | DE1 (42 Wo.)DE | AT2 Gold · (54 Wo.)AT | CH8 (12 Wo.)CH | Erstveröffentlichung: 30. April 2021 Verkäufe: + 7.500      |
| 2022 | 11:11 Urban Records (UMG)            | DE1 (9 Wo.)DE | AT1 (9 Wo.)AT | CH3 (4 Wo.)CH | Erstveröffentlichung: 11. August 2022                       |

## Auszeichnungen
- 2012: Bambi (Kategorie: „Pop National“)[39]
- 2012: 1LIVE Krone Beste Single (Easy)
- 2013: Swiss Music Award (Kategorie: „Best Album Urban International“) für das Album Raop[69]
- 2013: ECHO (Kategorie: „Hip Hop/Urban“)
- 2013: ECHO (Kategorie: „Newcomer national“)
- 2014: 1LIVE Krone: Bestes Album (Melodie)
- 2014: 1LIVE Krone: Beste Single (Traum)
- 2015: 1LIVE Krone: Bestes Album (MTV Unplugged)
- 2023: 1LIVE Krone: Bester Alternative Song (Sommer)[70]
- 2023: 1LIVE Krone: Bester Künstler[70]

## Sonstiges
Cro ist bekennender Anhänger des VfB Stuttgart.